# Émetteur de chaleur
Un émetteur de chaleur est un élément d'un système de chauffage qui sert à transmettre la chaleur à l'objet, le matériau ou l'espace à chauffer.
En particulier, dans le cas du système de chauffage d'un bâtiment, un émetteur se trouve situé dans chaque pièce chauffée du bâtiment. Par exemple, les radiateurs, les planchers chauffants, les parasols chauffant, les ventilo-convecteurs, les gaines et bouches de soufflage (dans le cas d'un chauffage aéraulique) sont des émetteurs de chaleur.